# Андраш Шайо
Андраш Шайо (нар. 25 березня 1949, Будапешт) — угорський науковець-конституціоналіст, академік Угорської академії наук, професор Центрально-Європейського університету, суддя Європейського суду з прав людини (2008—2017). А. Шайо широко визнаний як один із провідних вчених Центральної та Східної Європи у царині конституційного права.

## Короткий життєпис
Шайо народився 25 березня 1949 року у столиці Угорщині Будапешті.
У 1972 році закінчив Правову школу ELTE в м. Будапешті. Відтоді обіймав різні дослідницькі пости в Інституті держави і права Угорської академії наук.

## Наукове життя
У 1977 році став доктором філософії, у 1982 році стажувався в Угорській академії наук.
У 1988—1994 роках був засновником і головою Угорської ліги за скасування смертної кари (м. Будапешт).
У 1991—1992 роках — радник з правових питань Президента Угорщини.
У 1993—2007 роках — професор кафедри порівняльного конституційного права Європейського університетського центру Нансі II в місті Будапешт.
1996 року став членом Американського інституту права, з 1997 року — членом Угорської академії наук, з 1990 року — запрошений професор Школи права Кардозо (м. Нью-Йорк), з 1996 року — факультет світових питань, Університетської школи права (Нью-Йорк), у 2001—2007 роках — Ради директорів Відкритого суспільства судових ініціатив (Нью-Йорк).
Він був деканом-засновником відділу юридичних досліджень у Центрально-Європейському університеті в Будапешті.
Після закінчення терміну у Суді Шайо повернувся до ЦЄУ, де зараз він є професором університету.

## Суддя ЄСПЛ
У період з 1 лютого 2008 року по квітень 2017 року він працював суддею Європейського суду з прав людини від Угорщини.
З 1 січня 2015 року до 31 липня 2015 р був заступником голови секції Європейського суду, а з 1 серпня 2015 року — головою секції Європейського суду. 
1 листопада 2015 року став заступником голови ЄСПЛ, цю посаду обіймав до 1 лютого 2017 року.